# 梅莫利冰原島峰

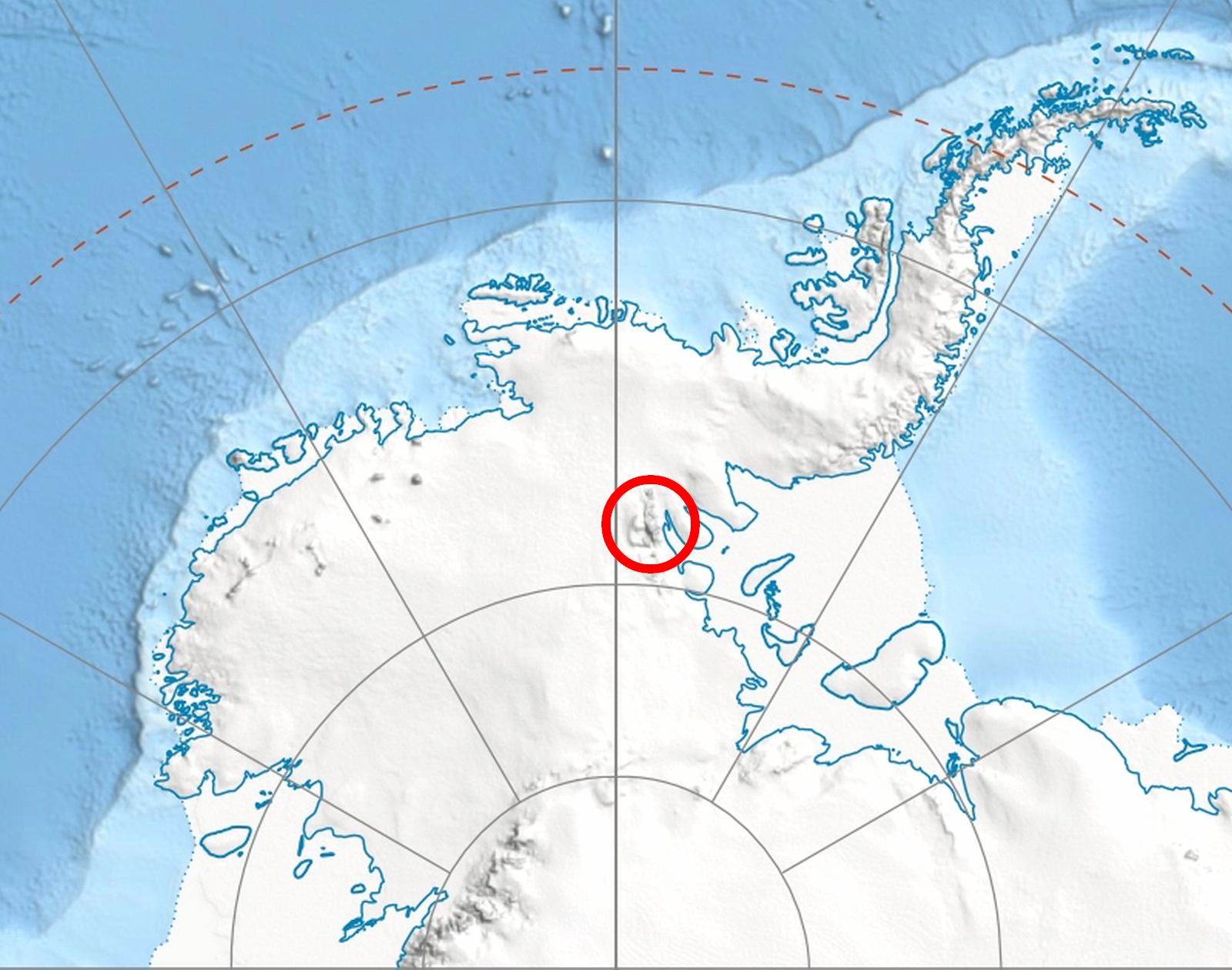

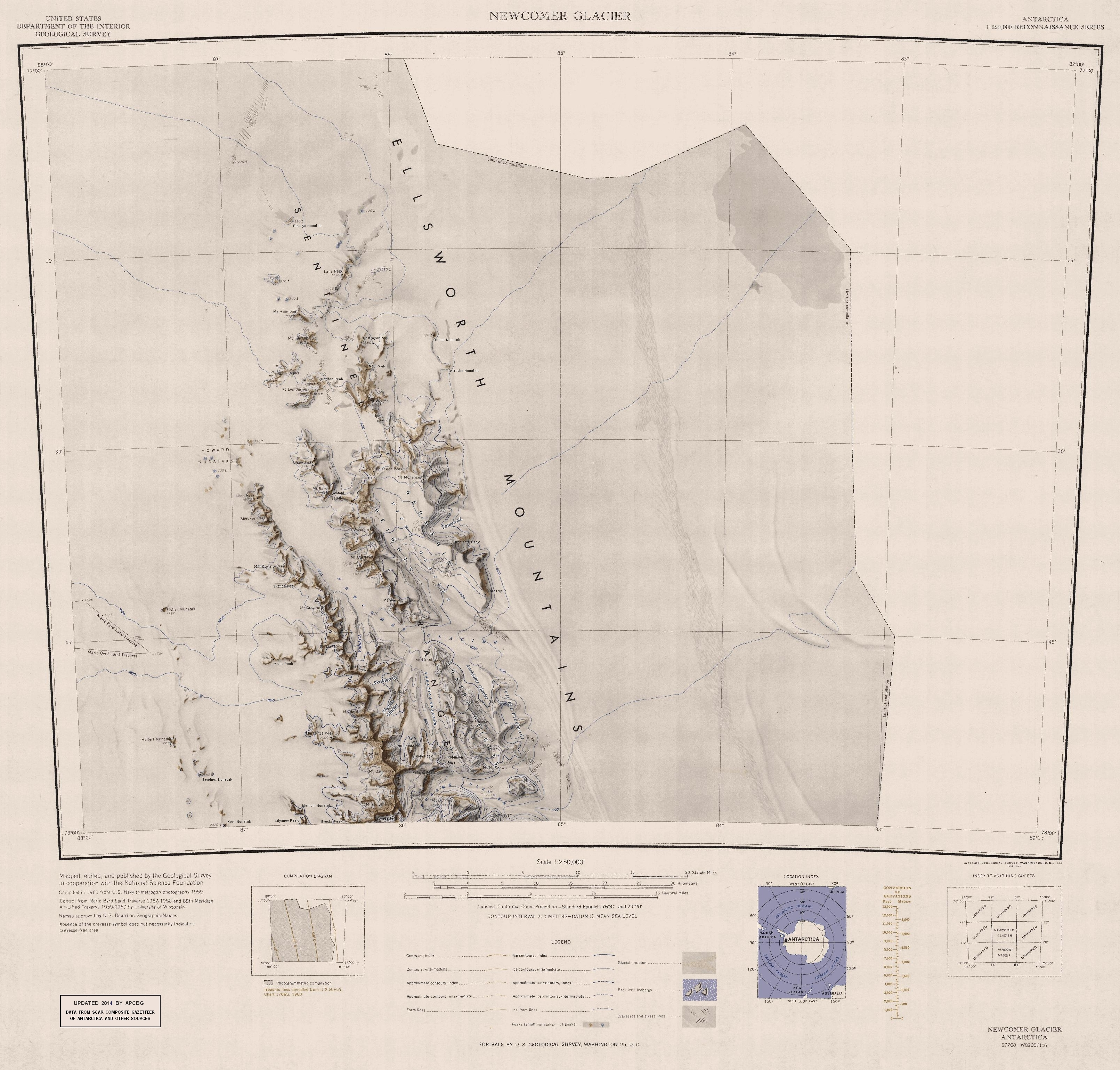

梅莫利冰原島峰（英語：Memolli Nunatak）是南極洲的冰原島峰，位於埃爾斯沃思地，處於戈德斯懷特山以西13.73公里、錫利亞諾夫峰西北面1.74公里、科維爾冰原島峰東北面11.35公里、赫爾弗特冰原島峰東南面22.1公里和穆爾薩利察峰西南面11.8公里，屬於埃爾斯沃思山脈的一部分，海拔高度2,200米，現時由南極條約體系管理。